# تپه سلطان آباد
تپه سلطان اّباد مربوط به اواخر است و در شهرستان قزوین، بخش مرکزی، سلطان آباد واقع شده و این اثر در تاریخ ۲۵ اسفند ۱۳۸۰ با شمارهٔ ثبت ۵۵۰۹ به‌عنوان یکی از آثار ملی ایران به ثبت رسیده است.